# 오늘도 내일도
"오늘도 내일도"는 한국에서 제작된 이영 감독의 1959년 영화이다. 박노식 등이 주연으로 출연하였고 임명선 등이 제작에 참여하였다.

## 출연

### 주연
- 박노식
- 김의향
- 최남현
- 김웅

## 기타
- 조명: 김영달
- 녹음: 최칠복
- 미술: 정우택